# نيلز كريستيان بروغر
نيلز كريستيان بروغر (بالنرويجية البوكمول: Niels Christian Brøgger)‏ هو صحفي ومترجم نرويجي، ولد في 4 يونيو 1914 في كريستيانية في النرويج، وتوفي في 17 أغسطس 1966.